# (13701) Roquebrune
(13701) Roquebrune est un astéroïde de la ceinture principale.

## Description
(13701) Roquebrune est un astéroïde de la ceinture principale. Il fut découvert le 20 juillet 1998 à Caussols par le projet ODAS. Il présente une orbite caractérisée par un demi-grand axe de 2,27 UA, une excentricité de 0,15 et une inclinaison de 3,6° par rapport à l'écliptique.

## Compléments